# Robert Kurka
Robert Frank Kurka (Cicero, 22 december 1921 – New York, 12 december 1957) was een Amerikaanse componist, muziekpedagoog en dirigent.

## Levensloop
Kurka studeerde privé viool bij Kathleen Parlow en Hans Letz. Verder studeerde hij voor korte tijd bij Darius Milhaud en Otto Luening en behaalde zijn Master of Music aan de Columbia-universiteit in New York in 1948. Hij was als componist grotendeels autodidact. Van 1948 tot 1951 was hij docent aan het City College of New York. Later was hij ook docent aan het Queens College van de CUNY in New York en aan het Dartmouth College in Hanover. Hij kreeg een studiebeurs van de Solomon R. Guggenheim Foundation.
Als componist is hij het bekendst van zijn instrumentale suite vanuit de gelijknamige opera The Good Soldier Schweik, gebaseerd op de novel De lotgevallen van de brave soldaat Švejk van Jaroslav Hašek. Deze opera voltooide hij nog in 1956 - vlak voor zijn overlijden - maar hij maakte de première op 23 april 1958 in de New York City Opera niet meer mee. Daarnaast schreef hij 2 symfonieën, 5 strijkkwartetten, 6 vioolsonaten en vocale muziek alsook andere kamermuziekwerken. Hij ontving de National Institute of Arts and Letters Award en de Brandeis University's first Creative Award. Hij stierf aan leukemie op 12 december 1957.

## Composities

### Werken voor orkest
- ca.1945 Serenade "after Walt Whitman", voor klein orkest, op. 25 (eerst in 1954 gepubliceerd)
  1. Allegro molto
  2. Adagio molto espressivo
  3. Presto
  4. Allegro
- 1949 Music, voor orkest, op. 11
- 1948 Kamersymfonie, voor kamerorkest, op. 3
- 1948 Symfonie voor strijkers en koperblazers, op. 7
- 1951 Symfonie nr. 1, op. 17
- 1952 Symfonie nr. 2, op. 24
  1. Allegro moderato
  2. Andante espressivo
  3. Presto gioioso
- 1955 Julius Caesar - symfonische epiloog naar de tragedie van William Shakespeare, op. 28[3]
- 1957 Kamer-Sinfonietta, op. 39
- Three Pieces, voor orkest, op. 15
- John Henry, portret voor orkest, op. 27

#### Concerten voor instrumenten en orkest
- Concert, voor viool en kamerorkest, op. 8
- Concertino, voor twee piano's, strijkorkest en obligate trompet, op. 31
- Concert, voor marimba en orkest, op. 34
  1. Allegro molto
  2. Adagio espressivo
  3. Allegro con spirito
- Ballad, voor hoorn en strijkorkest, op. 36

### Werken voor harmonieorkest
- Good Soldier Schweik (De lotgevallen van de brave soldaat Švejk), suite vanuit de opera voor harmonieorkest, op. 22[4][5][6]
  1. Overture
  2. Lament
  3. March
  4. War Dance
  5. Pastoral
  6. Finale

### Muziektheater

#### Opera
| Voltooid in | titel                                                                | aktes       | première                                     | libretto                                                       |
| ----------- | -------------------------------------------------------------------- | ----------- | -------------------------------------------- | -------------------------------------------------------------- |
| 1956-1957   | The Good Soldier Schweik (De lotgevallen van de brave soldaat Švejk) | 2 bedrijven | 23 april 1958, New York, New York City Opera | Lewis Allan, pseudoniem van Abel Meeropol, naar Jaroslav Hašek |

### Vocale muziek

#### Werken voor koor
- Who Shall Speak for the People, voor mannenkoor, op. 32
- Song of the Broadaxe, voor mannenkoor, op. 38

### Kamermuziek
- Strijkkwartet nr. 1, op. 1
- Sonate nr. 1, voor viool en piano, op. 2
- Strijkkwartet nr. 2, op. 4
- Sonate, voor viool solo, op. 5
- Strijkkwartet nr. 3, op. 9
- Sonate nr. 2, voor viool en piano, op. 10
- Strijkkwartet nr. 4, op. 12
- Music, voor viool, klarinet, trompet, hoorn en contrabas, op. 14
- Trio, voor viool, cello en piano, op. 16
- Little Suite, voor blaaskwintet, op. 18
- Sonatine, voor cello en piano, op. 21
- Sonate nr. 3, voor viool en piano, op. 23
- Strijkkwartet nr. 5, op. 25
- Sonate nr. 4, voor viool en piano, op. 30

### Werken voor piano
- 1957 Sonatina for Young Persons, op. 40
- Sonatine, op. 6
- For the Piano, op. 13
- Sonate, op. 20
- Dance Suite, voor piano vierhandig, op. 29
- Notes from Nature, 10 stukken voor kinderen